# Justizvollzugsanstalt Siegburg
Die Justizvollzugsanstalt Siegburg ist eine für 649 Insassen ausgelegte Justizvollzugsanstalt (JVA) in Siegburg.
Die neben der eigentlichen JVA errichteten Bedienstetenwohnungen sind als Nr. 215 in die Liste der Baudenkmäler der Stadt Siegburg aufgenommen worden. Die drei Straßen der Siedlung wurden nach den drei luxemburgischen Kriegsgefangenen benannt, die auf dem Uhlrather Hof erschossen wurden.

## Geschichte

### Errichtung und Erster Weltkrieg
Der Gefängniskomplex wurde im Jahre 1886 als königlich-preußische Strafanstalt eröffnet. Dazu wurden zunächst Gebäude der Abtei auf dem Michaelsberg umgebaut, die dann zwischen 1889 und 1891 um einen Zellentrakt erweitert wurden. 1893–1896 kam es auf Betreiben des Leiters des preußischen Gefängniswesens, Geheimrat Carl Krohne, zu einem Neubau auf dem heutigen Gelände. Nach der Fertigstellung bot die Anstalt Platz für 521 Männer sowie 204 Frauen. Diese waren getrennt voneinander, in zwei verschiedenen Gebäudekomplexen, untergebracht. Während des Ersten Weltkriegs wurden zusätzlich Festungsgefangene, sowie von Kriegsgerichten Verurteilte aus Belgien und Frankreich aufgenommen. Nach Ende des Krieges wurde die Anstalt von den Briten beschlagnahmt und geräumt. Von 1921 bis 1926 verbüßten in Siegburg Männer, die gegen die Ruhrbesetzung opponiert hatten, ihre Strafe. Die Befehlsgewalt unterlag während dieser Zeit Frankreich.

### Zeit des Nationalsozialismus
Ab 1933 bestimmte das NS-Regime, welche Aufgabe die Anstalt haben solle. Bisher in Siegburg untergebrachte Gefangene wurden verlegt, um Platz für politische Gegner des Regimes zu machen. Überwiegend Niederländer, Franzosen, Luxemburger und Belgier waren unter den Gefangenen. Aber auch deutsche Widerstandskämpfer, wie der spätere Leipziger Geschichtsprofessor Walter Markov wurden in Siegburg inhaftiert. Einige Inhaftierte verrichteten außerhalb der Anstalt bei Dynamit Nobel, welches zur I.G. Farben gehörte, bzw. der Rheinischen Zellwolle Zwangsarbeit. 1941 wurden alle jüdischen Gefangenen in Konzentrationslager deportiert. 1944 war die für 700 Personen ausgelegte Anstalt mit 3500 Gefangenen belegt. In den letzten Kriegsmonaten wurden einige Gefangene zum Einsatz an der Kriegsfront gezwungen. Kurz vor Ende des Krieges befreite die US-Armee die mit 2600 Häftlingen immer noch völlig überbelegte Anstalt.

### Seit 1945
Nach Beseitigung der Kriegsschäden konnte die Anstalt bereits ab 1946 wieder männliche Erwachsene, sowie jugendliche Straftäter aufnehmen.

### Foltermord an einem Häftling 2006
→ Hauptartikel: Mord in der Justizvollzugsanstalt Siegburg
Die JVA Siegburg geriet im November 2006 bundesweit in die Schlagzeilen. Anlass war ein Vorfall am 11./12. November, bei dem ein 20 Jahre alter Gefangener in seiner Zelle durch drei 17- bis 20-jährige Mithäftlinge über Stunden hinweg systematisch gefoltert, vergewaltigt und schließlich ermordet wurde, indem man ihn zwang, sich zu strangulieren. Dadurch sollte vermutlich Suizid vorgetäuscht werden, welcher für die Täter zu Hafterleichterungen hätte führen können. Das Geschehen blieb bis zum Morgen unbemerkt vom Wachpersonal, obwohl ein Vollzugsbeamter die Zelle laut Medienberichten noch persönlich inspizierte, nachdem sich andere Insassen über Lärm beschwert hatten.
Im anschließenden Prozess vor dem Landgericht Bonn zeigten sich die Männer geständig. Am 4. Oktober 2007 wurde das Urteil verkündet. Der zur Tatzeit 17-jährige Danny K., der als Anstifter der Tat galt, wurde nach Jugendstrafrecht zur Höchststrafe von 10 Jahren Haft verurteilt, Ralf A. wurde zu 14 Jahren, und der als Haupttäter betrachtete Pascal I. zu 15 Jahren Haft verurteilt. Anders als erwartet wurde keiner der beiden zur Tatzeit volljährigen Angeklagten zu lebenslanger Haft verurteilt, was der Richter damit begründete, dass eine Wiedereingliederung beider Täter möglich sei. Die Staatsanwaltschaft legte gegen das Urteil Revision zum Bundesgerichtshof ein, der am 13. August 2008 entsprochen wurde. Die Entscheidung über das Strafmaß gegen Pascal I. wurde zurück an das Landgericht Bonn verwiesen, wo dieser am 8. Mai 2009 zu einer Freiheitsstrafe von 15 Jahren mit anschließender Sicherungsverwahrung verurteilt wurde. Das Landgericht Bonn folgte in seiner Urteilsbegründung der Auffassung des Bundesgerichtshofs, dass die Prognose auf eine erfolgreiche Resozialisierung von Pascal I. nicht auf Tatsachen, sondern auf Vermutungen beruhte.
Die Ermittlungen gegen die diensthabenden Vollzugsbeamten wurden bereits im April 2007 eingestellt, nachdem die Staatsanwaltschaft kein juristisch relevantes Fehlverhalten feststellen konnte.
In der Folge kamen neue Debatten zum Thema Überbelegung und Personalmangel in deutschen Gefängnissen auf, insbesondere nachdem sich herausstellte, dass das nur wegen Diebstahls inhaftierte Opfer mit einschlägigen Gewalttätern in einer Zelle untergebracht wurde. Die nordrhein-westfälische Justizministerin Roswitha Müller-Piepenkötter (CDU) geriet zunehmend unter Druck, schloss einen Rücktritt aber dennoch aus. Infolge der Tat wurde außerdem der damalige Anstaltsleiter, Wolfgang Neufeind, an eine andere Stelle versetzt.
Der Vorfall wurde 2009 unter dem Titel Siegburg von Uwe Boll verfilmt. Ein Jahr später wurde die Tat in dem Spielfilm Picco von Philip Koch aufgegriffen.
Im Übrigen hat der Vorfall zur Folge gehabt, dass die den Maßstäben des Jugendstrafvollzugs angepasstere Justizvollzugsanstalt Wuppertal-Ronsdorf für jugendliche Untersuchungs- und Strafgefangene in Wuppertal-Ronsdorf errichtet und Anfang August 2011 in Betrieb genommen wurde. Mittelfristig wurden dadurch in Siegburg keine jugendlichen bzw. heranwachsenden Gefangenen mehr untergebracht, sondern die Anstalt dient ausschließlich dem Erwachsenenvollzug.

## Zuständigkeit
Ab August 2011 wurden jugendliche Insassen schrittweise in andere Anstalten verlegt, da nur noch Erwachsene in Siegburg aufgenommen werden sollen.
Danach ist die Justizvollzugsanstalt Siegburg als Anstalt des geschlossenen Vollzuges derzeit (Stand Juni 2019) zuständig für die
- Freiheitsstrafe (Regelvollzug)  von 3 bis einschließlich 18 Monaten an erwachsenen Männern
- Freiheitsstrafe unter 3 Monaten aus den Landgerichtsbezirken Aachen und Bonn einschließlich zu einer Ersatzfreiheitsstrafe Verurteilten aus diesen Landgerichtsbezirken, die nicht für den offenen Vollzug geeignet sind.
- Außerdem wurde mit dem 1. Juni 2013 in der JVA Siegburg eine Sozialtherapeutische Abteilung eingerichtet.

Die Zuständigkeiten der Justizvollzugsanstalten in Nordrhein-Westfalen sind im Vollstreckungsplan des Landes NRW geregelt (AV d. JM v. 16. September 2003 – 4431 – IV B. 28 -).

## Ausbildung und Weiterbildung
Die JVA Siegburg ist eine Anstalt in NRW, die auch die Berufsausbildung für Gefangene anbietet. Die JVA verfügt derzeit über 110 Ausbildungsplätze in verschiedenen Bereichen. Träger der Ausbildungsmaßnahmen ist das Berufsförderungswerk des Deutschen Gewerkschaftsbundes.
Ausgebildet werden:
- Modulare Qualifizierung auf dem Gebiet Konstruktionsmechaniker
- Modulare Qualifizierung auf dem Gebiet Zerspanungsmechaniker
- Modulare Qualifizierung auf dem Gebiet Maler und Lackierer
- Bauten- und Objektbeschichter mit Weiterbildung zum Maler und Lackierer
- Kfz-Mechatroniker
- Kfz-Servicetechniker
- Modulare Qualifizierung im Bereich Holz[10]

Die Zwischen und Abschlussprüfungen werden von der Industrie- und Handelskammer (IHK) oder der Kreishandwerkerschaft (HwK) abgenommen.

## Sonstiges
Die JVA Siegburg gewährt der Öffentlichkeit im Rahmen des Projekts Podknast Einblicke in den Haftalltag. Primäres Ziel des Projektes ist allerdings, dass Häftlinge sich mit sich und ihren Straftaten auseinandersetzen. Zudem soll gefährdeten Jugendlichen klargemacht werden, dass es nicht erstrebenswert ist, in einer JVA zu sitzen. So werden Podknast-Beiträge auch in Schulen angesehen.